# Cryptoascus graminis
Cryptoascus graminis är en svampart som beskrevs av B.L. Rob. & G.W. Ayers 1954. Cryptoascus graminis ingår i släktet Cryptoascus, divisionen sporsäcksvampar och riket svampar.   Inga underarter finns listade i Catalogue of Life.